# Park No-sik
Park No-sik (coréen : 朴魯植), (hancha) ou 박노식 (graphie vulgarisée, aussi romanisé de diverses façons, est un acteur et réalisateur sud-coréen considéré comme une star du cinéma d'action nationale. Il joue dans plus de 200 films et remporte diverses récompenses.

## Filmographie
- 1961 : 5inui haebyeong
- 1962 : Adieu fleuve Duman
- 1965 : The Sino-Japanese War and Queen Min the Heroine (Cheong-iljeonjaenggwa yeogeol Minbi) : prix du meilleur acteur à l'Asian Film Festival